# Ломіта (Каліфорнія)
Ломіта (англ. Lomita) — місто (англ. city) в США, в окрузі Лос-Анджелес штату Каліфорнія. Населення — 20 921 особа (2020).

## Географія
Ломіта розташована за координатами 33°47′36″ пн. ш. 118°19′3″ зх. д. / 33.79333° пн. ш. 118.31750° зх. д. (33.793312, -118.317447).  За даними Бюро перепису населення США в 2010 році місто мало площу 4,95 км², уся площа — суходіл.

## Демографія
Згідно з переписом 2010 року, у місті мешкало 20 256 осіб у 8068 домогосподарствах у складі 5050 родин. Густота населення становила 4093 особи/км².  Було 8412 помешкання (1700/км²).
Расовий склад населення:
| - 59,2 % — білих - 14,4 % — азіатів - 5,3 % — чорних або афроамериканців - 0,9 % — корінних американців - 0,7 % — вихідців з тихоокеанських островів - 13,2 % — осіб інших рас |

До двох чи більше рас належало 6,3 %. Частка іспаномовних становила 32,8 % від усіх жителів.
За віковим діапазоном населення розподілялося таким чином: 21,6 % — особи молодші 18 років, 65,9 % — особи у віці 18—64 років, 12,5 % — особи у віці 65 років та старші. Медіана віку мешканця становила 39,6 року. На 100 осіб жіночої статі у місті припадало 93,3 чоловіків;  на 100 жінок у віці від 18 років та старших — 89,8 чоловіків також старших 18 років.
Середній дохід на одне домашнє господарство  становив 73 451 долар США (медіана — 57 078), а середній дохід на одну сім'ю — 85 761 долар (медіана — 66 774). Медіана доходів становила 51 515 доларів для чоловіків та 45 577 доларів для жінок. За межею бідності перебувало 14,7 % осіб, у тому числі 21,6 % дітей у віці до 18 років та 21,3 % осіб у віці 65 років та старших.
Цивільне працевлаштоване населення становило 10 882 особи. Основні галузі зайнятості: освіта, охорона здоров'я та соціальна допомога — 18,4 %, мистецтво, розваги та відпочинок — 14,0 %, виробництво — 12,8 %, роздрібна торгівля — 12,2 %.